# Бородинская строфа
Бородинская строфа — изредка встречающееся в литературоведении название строфы, которой написано стихотворение Михаила Юрьевича Лермонтова «Бородино». Представляет собой чередование четырёх- и трёхстопного ямба по схеме AAbCCCb, где строчным буквам соответствует трёхстопный ямб с мужской рифмой, а прописным — гиперкаталектический четырёхстопный ямб с женской рифмой.
— Скажи-ка, дядя, ведь не даром

Москва, спаленная пожаром,

Французу отдана?

Ведь были ж схватки боевые,

Да, говорят, еще какие!

Недаром помнит вся Россия

Про день Бородина!